# Erik Öberg (militär)
Erik August Öberg, född den 4 november 1887 i Stockholm, död där den 30 mars 1958, var en svensk sjömilitär.
Öberg blev underlöjtnant vid flottan 1908, löjtnant 1910 och kapten 1918. Han genomgick Sjökrigshögskolans högre kurs 1918–1919 och var lärare där 1926–1929. Öberg  tjänstgjorde vid marinstabens operationsavdelning 1924–1927 och 1928–1930, var marinattaché i London och Oslo 1930–1934 samt stabschef vid Sydkustens marindistrikt 1935–1937. Han befordrades till kommendörkapten av andra graden 1931, av första graden 1936 och till kommendör 1938. Öberg var chef för Sjökrigshögskolan 1938–1943 och fick avsked 1948. Han publicerade Marinpolitik och marin krigsförberedelse (tillsammans med Elis Biörklund, 1915), Flottans neutralitetsvakt (tillsammans med Biörklund och Åke Hammarskjöld, 1919) samt uppsatser i facktidskrifter och dagspress. Han var utgivare av Tidskrift i sjöväsendet 1936–1937. Öberg invaldes som ledamot av Örlogsmannasällskapet 1920 och av Krigsvetenskapsakademien 1939. Han blev riddare av Svärdsorden 1929 och av Vasaorden 1932 samt kommendör av andra klassen av Svärdsorden 1942. Öberg vilar på Galärvarvskyrkogården i Stockholm.